# Truman Bethurum
Truman Bethurum (n. 21 august 1898 – d. 21 mai 1969) a fost al doilea dintre cunoscuții Contactee din anii 1950, persoane care au susținut că au vorbit cu oameni de pe alte planete locuite și au intrat sau au călătorit în navele lor spațiale. Experiențele sale l-au determinat să-l viziteze și să discute problema cu George Adamski, primul dintre presupușii contactați. 

## Biografie
Bethurum s-a născut în Gavalin, California, iar la începutul anilor 1950 a lucrat ca mecanic la construcția drumurilor și consilier spiritual. În 1953, revista și primul ziar publicat de Bethurum (Redondo Beach Daily Breeze, 25 septembrie 1953) a scris că acesta a fost contactat în unsprezece ocazii de echipajul uman al unei nave spațiale aterizate și a discutat în repetate rânduri cu căpitanul său o femeie voluptuoasă, Aura Rhanes. Aceasta și echipajul, care vorbeau limba engleză colocvială, au venit de pe planeta necunoscută Clarion (pretinsă de cealaltă parte a Soarelui nostru, cu aceeași orbită cu a Pământului dar mereu ascunsă privitorilor de pe Terra). O carte din 1954, Aboard a Flying Saucer, a oferit mai multe detalii despre suferința lui Bethurum provocată de sceptici și despre multe informații despre Clarion și poporul său. 
Majoritatea contactaților din această perioadă au devenit (sau erau deja) lideri ai unor mișcări noi de paradigmă pentru a informa oamenii despre viața inteligentă extraterestră, inclusiv George Adamski, George Van Tassel, Daniel Fry, George King și mulți alții. Bethurum a făcut cunoscut faptul că oamenii din spațiu i-au cerut să ia în considerare crearea unui loc de învățare pentru cei care erau interesați să analizeze posibilitatea unei vieți inteligente extraterestre. Sanctuarul gândirii, un grup filosofic, a fost creat ulterior lângă Prescott, Arizona. Bethurum a susținut că posedă dovezi fizice, cum ar fi obiecte unice care i-au fost date de căpitanul Aura Rhanes. 
Unele dintre cărțile ulterioare ale lui Bethurum sunt The Voice of the Clarion Planet (1957), Facing Reality (1958) și The People of the Clarion Planet (1970), publicată după moartea sa în Landers, California în 1969. Primele 44 de pagini ale ultimei cărți  sunt o autobiografie a lui Bethurum care acoperă viața sa până în 1953. Columba Krebs a scris restul. 
Bethurum în glumă a remarcat în multele sale prelegeri publice că a doua soție a lui sa divorțat în 1955, în principal din cauza geloziei față de căpitanul Ranees. Mai târziu, s-a căsătorit pentru a treia oară, nunta având loc la una dintre convențiile populare anuale Giant Rock Spacecraft Conventions.

## Vezi si
- Când Profeția eșuează (o carte despre Dorothy Martin care susține că a primit mesaje profetice de pe planeta Clarion)